# Lincoln (Delaware)
Lincoln es un área no incorporada ubicada en el condado de Sussex en el estado estadounidense de Delaware. Lincoln se encuentra ubicada dentro de Seaford.

## Geografía
Lincoln se encuentra ubicada en las coordenadas 38°52′11″N 75°25′23″O / 38.86972, -75.42306.